# Galeropsis bispora
Galeropsis bispora är en svampart som beskrevs av Vassilkov 1954. Galeropsis bispora ingår i släktet Galeropsis och familjen Bolbitiaceae.   Inga underarter finns listade i Catalogue of Life.